# Västra Jerusalem

Västra Jerusalem (hebreiska: מערב ירושלים) är huvudsakligen bebodd av judar med ett invånarantal av cirka 400 000  och är Israels huvudstad sedan 1950. Östra Jerusalem som kontrollerades av Jordanien erövrades av Israel under sexdagarskriget 1967.